# Vodice (Repubblica Ceca)
Vodice è un comune della Repubblica Ceca facente parte del distretto di Tábor, in Boemia Meridionale.